# Station Olloy-sur-Viroin
Station Olloy-sur-Viroin was een spoorwegstation langs spoorlijn 132 (La Sambre - Treignes - Vireux-Molhain). Het station werd in 1963 gesloten voor het reizigersvervoer. Dit station is nu in gebruik door de toeristische spoorweg CFV3V.
Het station is gebouwd in 1901 en in 2014 volledig gerestaureerd. Het is eigendom van de gemeente Viroinval.
0,0: La Sambre ·
1,0: Mont-sur-Marchienne ·
2,8: Montigny ·
4,8: Bomerée ·
6,0: Jamioulx ·
9,4: Beignée ·
10,9: Ham-sur-Heure ·
13,3: Cour-sur-Heure ·
15,0: Berzée ·
18,1: Pry ·
18,8: Walcourt ·
Vogenée ·
Rossignol ·
26,6: Yves-Gomezée ·
Saint-Lambert ·
Jamagne ·
21,1: Gerlimpont ·
23,9: Silenrieux ·
28,5: Falemprise ·
31,0: Cerfontaine ·
32,9: Philippeville ·
Neuville-Noord ·
34,0: Senzeille ·
38,1: Neuville-Zuid ·
41,0: Roly ·
45,4/45,1: Mariembourg ·
47,9: Nismes ·
51,5: Olloy-sur-Viroin ·
54,1: Vierves ·
57,5: Treignes